# Kelly Marie Tran
Kelly Marie Tran (ur. 17 stycznia 1989 w San Diego) – amerykańska aktorka wietnamskiego pochodzenia, która wystąpiła m.in. w filmach Gwiezdne wojny: Ostatni Jedi i Gwiezdne wojny: Skywalker. Odrodzenie.

## Życiorys
Tran urodziła się 17 stycznia 1989 roku w San Diego w Kalifornii. Jej nazwisko rodowe brzmiało Trần Loan. Jej rodzice byli uchodźcami z Wietnamu, którzy uciekli z kraju po wojnie w Wietnamie. Jako dziecko jej ojciec był bezdomny i wychowywał się na ulicach Wietnamu. Po przeprowadzce do Stanów Zjednoczonych pracował w Burger King, aby utrzymać rodzinę, a matka Tran pracowała w domu pogrzebowym.
Tran uczęszczała do Westview High School w San Diego, ukończyła następnie Uniwersytet Kalifornijski w Los Angeles (UCLA) z tytułem licencjata.

### Kariera
Jej wczesne osiągnięcia obejmowały głównie filmy z CollegeHumor i małe role telewizyjne. W 2011 roku wzięła udział w lekcjach improwizacji w Upright Citizens Brigade. W 2013 roku zagrała w serialu internetowym Ladies Like Us. W 2015 roku Tran pracowała jako asystent w kreatywnej firmie rekrutacyjnej w Century City.
Jej przełom w karierze filmowej nastąpił w 2015 roku, gdy została wybrana do roli Rose Tico, członkini ruchu oporu, w filmie Gwiezdne wojny: Ostatni Jedi. Ze względu na doniesienia o filmie nie mogła nawet powiedzieć rodzicom, że dostała tę rolę, zamiast tego powiedziała, że kręci krótki film w Kanadzie. Została pierwszą azjatycko-amerykańską aktorką, która zagrała w Gwiezdnych wojnach. Mimo sukcesów krytycznych i finansowych film spotkał się z dużą krytyką, a zarówno Tran jak i postać, którą grała, otrzymały szczególnie wiele rasistowskich, seksistowskich i nienawistnych uwag, w wyniku których Tran usunęła również swoje konto na Instagramie. W sierpniu 2018 Tran opublikowała kolumnę w New York Times, by potępić molestowanie, którego doznała.
W 2017 roku została pierwszą Azjatką, która pojawiła się na okładce Vanity Fair, gdzie wystąpiła u boku aktorów Johna Boyegi i Oscara Isaaca.
Tran był producentem wykonawczym filmu dokumentalnego Lily Topples The World z 2021 roku, który śledzi 21-letnią artystkę przewracającą domino Lily Hevesh.

## Filmografia

### Film
| Rok  | Tytuł                                 | Rola                  | Uwagi         |
| ---- | ------------------------------------- | --------------------- | ------------- |
| 2011 | Untouchable                           | Jamie                 | krótki film   |
| 2011 | The Rising Cost of Cosmetics          | Chun Hei Park         | krótki film   |
| 2011 | Impressions                           | Alice                 | krótki film   |
| 2011 | Hot Girls on the Beach                | Boba Chick / Student  |               |
| 2012 | The Cohasset Snuff Film               | Christine Chan        | niewymieniony |
| 2013 | Andy's CDs                            | Kelly                 | krótki film   |
| 2016 | XOXO                                  | Butterfly Rave Girl   |               |
| 2017 | Gwiezdne wojny: Ostatni Jedi          | Rose Tico             |               |
| 2019 | Gwiezdne wojny: Skywalker. Odrodzenie | Rose Tico             |               |
| 2020 | The Croods: A New Age                 | Dawn Betterman (głos) |               |
| 2021 | Raya i ostatni smok                   | Raya (głos)           |               |

### Telewizja
| Rok       | Tytuł                                          | Rola                                                                     | Uwagi                          |
| --------- | ---------------------------------------------- | ------------------------------------------------------------------------ | ------------------------------ |
| 2011      | This Indie Girl                                | Hero Girl                                                                | odcinek Just the Way It Is     |
| 2012      | Fabulous High                                  | Student Sierra Mar#4                                                     | film telewizyjny               |
| 2013–2015 | Ladies Like Us                                 | Kelly/Larry                                                              | serial telewizyjny             |
| 2014–2016 | CollegeHumor                                   | Pełna Azjatka / Kate / Kelly / Start-up "Foodler" Girl / Melissa / Amber | seria internetowa              |
| 2014–2016 | Gortimer Gibbon's Life on Normal Street        | Sara                                                                     | 3 odcinki                      |
| 2014      | To the Bridge                                  | Lydia                                                                    | odcinek pilotażowy             |
| 2014      | Był sobie chłopiec                             | Marguerite                                                               | 2 odcinki                      |
| 2014      | Hope & Randy                                   | Tina                                                                     | małe serie                     |
| 2014      | Currently Cool                                 | Jenny                                                                    | odcinek Baby Daddy Daddy Daddy |
| 2015      | Comedy Bang! Bang!                             | Nastoletnia przyjaciółka                                                 | 1 odcinek                      |
| 2015      | Ladies Like Us: The Rise of Neighborhood Watch | Larry                                                                    | 2 odcinki                      |
| 2015      | Adam Ruins Everything                          | Sharon                                                                   | 2 odcinki                      |
| 2015      | Discount Fitness                               | Betsy                                                                    | odcinek Goal Met               |
| 2016      | Pub Quiz                                       | Asia                                                                     | film telewizyjny               |
| 2016      | History of the World...For Now                 | Córka                                                                    | odcinek #1.4                   |
| 2016      | Fall Into Me                                   | Eva                                                                      | odcinek British Billionaire    |
| 2016      | Sing It!                                       | Twinkle Twinkle przesłuchujący                                           | odcinek THE SHOW BEGINS!       |
| 2018      | Gwiezdne wojny Siły przeznaczenia              | Rose Tico (głos)                                                         | odcinek Shuttle Shock          |
| 2018–2019 | Sorry for Your Loss                            | Jules Shaw                                                               | 18 odcinki                     |
| 2020      | Monsterland                                    | Lauren                                                                   | odcinek Iron River, Michigan   |
| 2020      | LEGO Gwiezdne wojny: Świąteczna przygoda       | Rose Tico (głos)                                                         | krótkie TV                     |